# ژدنا
ژدنا (به بلغاری: Zhedna) روستایی در بلغارستان است که در استان پرنیک واقع شده‌است.